# (90482) Orcus
(90482) Orcus (Orkus; frühere Bezeichnung 2004 DW) ist ein großes transneptunisches Objekt im Kuipergürtel, das bahndynamisch als Plutino eingestuft wird. Aufgrund seiner Größe ist der Asteroid ein Zwergplanetenkandidat. Er hat einen bekannten Mond namens Vanth, der nach aktuellem Wissensstand etwa die Hälfte des Durchmessers des Mutterasteroiden aufweist. Daher kann dieses System auch als Doppelasteroidensystem verstanden werden.

## Entdeckung und Benennung
Orcus wurde am 17. Februar 2004 von einem Astronomenteam, bestehend aus Mike Brown, Chad Trujillo und David Lincoln Rabinowitz des California Institute of Technology (CalTech), am 1,2–m–Oschin-Schmidt-Teleskop des Palomar-Observatoriums (Kalifornien) entdeckt. Die Entdeckung wurde am 19. Februar 2004 bekanntgegeben, der Planetoid erhielt die vorläufige Bezeichnung 2004 DW und später die Kleinplanetennummer 90482. Orcus war die fünfte Entdeckung eines großen TNO und wahrscheinlichen Zwergplaneten des Astronomenteams um Mike Brown. Browns Team entdeckte nacheinander Quaoar und Máni (2002), Sedna (2003) und Haumea (2003, umstritten); nach Orcus folgten zudem noch Salacia (2004) und die Zwergplaneten Eris und Makemake (2005) sowie Gonggong (2007).
Orcus wird aufgrund der ähnlichen Bahnelemente und einigen weiteren Parallelen zum Pluto–Charon–System manchmal als «Anti-Pluto» bezeichnet, insbesondere aufgrund der Tatsache, dass sich beide Himmelskörper auf der gegenüberliegenden Seite der Sonne befinden. Die Entdecker um Mike Brown schlugen vor, ihn nach Orkus, dem römischen Gott der Unterwelt, zu benennen. Dieser Vorschlag wurde am 26. November 2004 von der IAU offiziell angenommen. Der Name entspricht den Konventionen der IAU, dass Objekte ähnlicher Größen und Bahnelemente wie Pluto nach Unterweltgöttern benannt werden sollten. Der etruskische Gott Orcus wird mit Pluton assoziiert und stellt dessen böse Seite dar, der die Eidbrecher bestrafte. Er wurde in Zeichnungen in etruskischen Gräbern als ein haariger, bärtiger Riese dargestellt. Der Name war auch eine private Referenz an die Insel Orcas, wo Browns Frau Diana als Kind gelebt hatte und die beide regelmäßig besuchen.
Wie alle anderen transneptunischen Objekte außer Pluto besitzt Orcus kein offizielles oder allgemein verwendetes astronomisches Symbol. Im Internet kursierende Orcussymbole sind Entwürfe von Privatpersonen. Eine offizielle Symbolzuweisung ist nicht zu erwarten, da astronomische Symbole in der modernen Astronomie nur noch eine untergeordnete Rolle spielen.
Nach seiner Entdeckung ließ sich Orcus auf Fotos bis zum 8. November 1951, die im Rahmen des Digitized-Sky-Survey-Projekts ebenfalls am Palomar-Observatorium gemacht wurden, zurückgehend identifizieren und so seinen Beobachtungszeitraum um 53 Jahre verlängern, um so seine Umlaufbahn genauer zu berechnen. Seither wurde der Planetoid durch verschiedene Teleskope wie das Hubble-, Herschel- und das Spitzer-Weltraumteleskop sowie erdbasierte Teleskope beobachtet. Im April 2017 lagen insgesamt 542 Beobachtungen über einen Zeitraum von 66 Jahren vor. Die bisher letzte Beobachtung wurde im Februar 2019 am ATLAS-Teleskop (Hawaii) durchgeführt. (Stand 4. März 2019)

## Eigenschaften

### Umlaufbahn
Orcus umkreist die Sonne in 246,06 Jahren auf einer elliptischen Umlaufbahn zwischen 30,46 AE und 48,07 AE Abstand zu deren Zentrum. Die Bahnexzentrizität beträgt 0,224; die Bahn ist 20,59° gegenüber der Ekliptik geneigt. Derzeit (Mai 2019) ist der Planetoid 48,07 AE von der Sonne entfernt. Er ist also fast an seinem Aphel, dem sonnenfernsten Punkt seiner Bahn. Das Perihel durchläuft er das nächste Mal 2142, der letzte Periheldurchlauf dürfte also im Jahre 1896 erfolgt sein. Simulationen durch das Deep Ecliptic Survey ergaben, dass Orcus über die nächsten 10 Millionen Jahre eine minimale Periheldistanz von 27,8 AE erreichen kann.
Die 2:3–Bahnresonanz zu Neptun hält Orcus fast auf der gegenüberliegenden Seite der Sonne. Orcus ist an seinem Aphel, wenn Pluto sich am Perihel befindet, und umgekehrt; dabei befinden sich die Perihelia beider Planetoiden oberhalb der Ekliptik. Obschon sich Orcus an einem Punkt der Umlaufbahn von Neptun annähert, kommt er dem Planeten nie nahe; der Winkelabstand zwischen den beiden Körpern liegt immer über 60°. Innerhalb eines Zeitraums von 14000 Jahren bleibt Orcus immer mehr als 18 AE von Neptun entfernt.
Sowohl Marc Buie (DES) als auch das Minor Planet Center klassifizieren den Planetoiden als Plutino; letzteres führt ihn allgemein auch als «Distant Object».

### Größe
Bis zur Veröffentlichung der Entdeckung des Zwergplaneten Eris im Juli 2005 galt Orcus – mit einem damals vermuteten Durchmesser von 1600 bis 1800 km – als womöglich größter neu entdeckter Himmelskörper im Sonnensystem seit der Entdeckung Plutos. Untersuchungen 2013 mit dem Herschel-Weltraumteleskop (Instrumente SPIRE und PACS) kombiniert mit den überarbeiteten Daten des Spitzer-Weltraumteleskops (Instrument MIPS) kamen dagegen zu dem Schluss, dass der Durchmesser von Orcus 917 ±25 km, der von Vanth 276 ±17 km beträgt, basierend auf einem Rückstrahlvermögen von 23,1 % und einer absoluten Helligkeit von 2,31 m Neuere Untersuchungen anhand einer Sternbedeckung ergaben für Vanth einen Durchmesser von 442,5 ±10,2 km.
Ausgehend von einem Durchmesser von 917 km ergibt sich eine Gesamtfläche von etwa 2.642.000 km². Die scheinbare Helligkeit von Orcus beträgt 19,09 m; die mittlere Oberflächentemperatur wird anhand der Sonnenentfernung auf 44 K (−229 °C) geschätzt.
Höchstwahrscheinlich ist Orcus der Klasse der Zwergplaneten zuzuordnen. Sowohl Mike Brown als auch Gonzalo Tancredi kommen zu dem Schluss, dass es sich bei Orcus nahezu sicher um einen Zwergplaneten handelt, da er sich aufgrund seiner geschätzten Größe und Masse vermutlich im hydrostatischen Gleichgewicht befindet, also nahezu sphärisch (Maclaurin-Ellipsoid) geformt sein dürfte. Gonzalo Tancredi schlägt der IAU vor, ihn offiziell als solchen anzuerkennen. Orcus ist vermutlich nur wenig kleiner als der Zwergplanet Ceres, der einen Durchmesser von 975 km aufweist.
| Jahr                                         | Abmessungen km                         | Quelle              |
| -------------------------------------------- | -------------------------------------- | ------------------- |
| 2008                                         | 1540,0                                 | Tancredi            |
| 2007                                         | 946,3 +074,1 −072,3 (System)           | Stansberry u. a.    |
| 2009                                         | 940 ± 70,0 (System) 900,0              | Brown u. a.         |
| 2013                                         | 850,0 ± 90,0 (System)                  | Lim u. a.           |
| 2010                                         | 946,0                                  | Tancredi            |
| 2011                                         | 1086,0 (System) 1040 ± 240,0           | Grundy u. a.        |
| 2011                                         | 850,0 ± 90,0 (System) 807,0 ± 100,0    | Carry u. a.         |
| 2013                                         | 958,4 ± 22,9 (System) 917,0 ± 25,0     | Fornasier u. a.     |
| 2013                                         | 936,0                                  | Mommert u. a.       |
| 2014                                         | <782,0 (System) <749,0                 | Thirouin u. a.      |
| 2017                                         | 965,0 ± 40,0 (System) 885,0 +55,0−80,0 | Brown u. a.         |
| 2017                                         | 960,0 +045,0 −042,0 (System)           | Lellouch u. a.      |
| 2018                                         | 1027,0 (System) 910,0 +50,0−40,0       | Brown u. a.         |
| 2018                                         | 983,0                                  | Brown               |
| 2019                                         | 1525,90                                | LightCurve DataBase |
| 2023                                         | 910 +50−40                             | Brown u. a.         |
| Die präziseste Bestimmung ist fett markiert. |                                        |                     |

### Rotation
Über die Rotationsperiode herrscht noch einige Unklarheit. Verschiedene Lichtkurvenbeobachtungen ergaben verschiedene Resultate. Einige zeigten schwache Variationen mit Umlaufzeiten von 7 bis 21 Stunden, während andere gar keine Veränderungen zeigten. Dabei scheint der Wert von 9,7 Stunden, der 2010 von einem Team um Ortiz ermittelt wurde, der wahrscheinlichste zu sein. Die Rotationspole stimmen womöglich mit den orbitalen Polen von Vanth überein, was bedeutet, dass der eine Pol von Orcus gegenwärtig in Richtung der Erde zeigt; dies würde die Beinahe-Abwesenheit der Helligkeitsveränderungen erklären. Brown nimmt an, dass Vanth eine gebundene Rotation aufweist, Orcus also immer dieselbe Seite zeigt.
Ausgehend von Rotationsperioden von 9,54 und 9,7 ergibt sich, dass der Planetoid in einem Orcus-Jahr 226111,9 respektive 222365,9 Eigendrehungen („Tage“) vollführt.

### Oberfläche
Die Oberfläche von Orcus ist mit einem Rückstrahlvermögen von 23 % relativ hell, weist eine graue Farbe und ein reiches Wassereisvorkommen auf. Das Eis liegt überwiegend in kristalliner Form vor, was auf eine frühere kryovulkanische Aktivität hinweist. Auch andere Bestandteile wie Methan- und Ammoniakeis könnten auf der Oberfläche vorkommen.
Erste spektroskopische Untersuchungen 2004 ergaben, dass das sichtbare Spektrum von Orcus flach (farbneutral) und strukturlos ist, während Untersuchungen im nahen Infraroten moderat starke Wasserabsorptionsbande bei 1,5 und 2,0 μm ergaben. So schien Orcus sich von anderen TNO wie Ixion mit roten sichtbaren und oft strukturlosen Spektren zu unterscheiden. Weitere Untersuchungen der Europäischen Südsternwarte und dem Gemini-Observatorium ergaben Resultate, die mit einem Gemisch aus Wassereis und kohlenstoffhaltigen Bestandteilen wie Tholinen konsistent sind. Wasser- und Methaneis kann mehr als 50 % und 30 % der Oberfläche ausmachen; das bedeutet, dass das Verhältnis von Eis auf der Oberfläche geringer als auf Charon, aber ähnlich wie auf Triton ist.
Weitere Untersuchungen 2008 bis 2010 im Infraroten ergaben zusätzlich spektrale Strukturen. Unter ihnen ist eine tiefe Wasserabsorptionsbande bei 1,65 μm, was ein Beweis für das kristalline Wassereis auf der Oberfläche ist, und eine neue Absorptionsbande bei 2,22 μm. Die Ursache hierfür ist nicht abschließend geklärt. Es kann durch Ammoniak oder (ionisiertes) Ammonium entstehen, das im Wassereis oder durch das Methan/Ethaneis aufgelöst wird. Modelle zur Strahlungsübertragung zeigten, dass ein Gemisch aus Wassereis, Tholinen (als verdunkelnde Komponente), Ethaneis und Ammonium am besten zu dem Spektrum passt, während eine Kombination aus Wassereis, Tholinen, Methaneis und Ammoniumhydrat ein etwas tieferes Resultat erzeugt. Auf der anderen Seite ergab ein Gemisch aus nur Ammoniumhydrat, Tholinen und Wassereis keine passende Übereinstimmung. So sind (Stand: 2010) die einzigen verlässlich identifizierten Bestandteile kristallines Wassereis und möglicherweise dunkle Tholine. Eine sicherere Identifikation von Ammoniak, Methan und anderen Kohlenwasserstoffe benötigen bessere Infrarotspektren.
Orcus befindet sich an der Grenze für TNO, die groß genug sind, um flüchtige Stoffe wie Methan auf der Oberfläche zu halten. Sein Spektrum weist die tiefste Wassereisabsorptionsbande aller Kuipergürtelobjekte auf, die nicht mit der Haumea–Kollisionsfamilie assoziiert werden. Die größten Eismonde von Uranus haben recht ähnliche Infrarotspektren zu Orcus. Innerhalb der anderen transneptunischen Objekte scheint Plutos Begleiter Charon Orcus am ähnlichsten zu sein. Charon hat eine höhere Albedo, doch ein sehr ähnliches sichtbares und nah-infrarotes Spektrum, eine ähnliche mittlere Dichte und beide Körper weisen wasserreiche Oberflächen auf. Auch das Plutino Achlys besitzt ähnliche spektrale Eigenschaften. Quaoar weist eine vergleichbare Größe auf, doch sind dessen Wassereisabsorptionsstrukturen im Spektrum dagegen höher und die Oberfläche weist im sichtbaren Licht eine starke Rotfärbung auf, was ein Indiz auf das Vorhandensein ultraroter Materie darstellt. Die Mitglieder der Haumea–Familie besitzen viel höhere Albedos und wesentlich tiefere Wassereisabsorptionsbande als Orcus.

### Kryovulkanismus
Die Anwesenheit von kristallinem Wassereis und vielleicht Ammoniakeis ist ein Hinweis darauf, dass oberflächenverändernde Prozesse in Orcus’ Vergangenheit stattgefunden haben. Ammoniak wurde bislang auf keinem TNO und auch keinem Eismond der äußeren Planeten mit Ausnahme von Miranda gefunden. Die 1,65 μm-Absorptionsbande auf Orcus ist breit und tief (12 %), wie auf Charon, Quaoar, Haumea und den Eismonden der äußeren Planeten. Auf der anderen Seite müsste sich das kristalline Wassereis auf der Oberfläche von Transneptunen ohne erneuernde Prozesse innerhalb von etwa 10 Millionen Jahren durch die solare Strahlung komplett in amorphes Wassereis verwandelt haben. Einige Berechnungen zeigen, dass Kryovulkanismus – als einer der erneuernden Prozesse – durchaus möglich für TNO um 1000 km ist. Orcus hat womöglich mindestens einmal in seiner Vergangenheit eine solche Periode erlebt, in der das amorphe Eis in kristallines verwandelt wurde. Die bevorzugte Form des Vulkanismus könnte ein explosiver wässriger Kryovulkanismus gewesen sein, der von einem explosionsartigen Zerfall von Methan aus Schmelzen von Wasser und Ammoniak herrührt.
Modelle über innere Aufheizung durch radioaktiven Zerfall zeigen, dass Orcus in der Lage sein könnte, einen Ozean aus flüssigem Wasser unter seiner Oberfläche aufrechtzuerhalten.

## Mond
Im Februar 2007 gab ein Team um Mike Brown die Entdeckung des Mondes Vanth bekannt, der auf Aufnahmen aus dem Jahr 2005 entdeckt wurde. Durch die Analyse der Umlaufbahn konnte die Masse des Systems Orcus-Vanth auf 6.41 ± 0.19 · 1020 kg bestimmt werden.
Das Orcus-System in der Übersicht:
| Komponenten     | Physikalische Parameter | Physikalische Parameter | Physikalische Parameter | Bahnparameter        | Bahnparameter  | Bahnparameter | Bahnparameter                 | Entdeckung       | Entdeckung             |
| Name            | Durch- messer (km)      | Relativ- größe %        | Masse (kg)              | Große Halbachse (km) | Umlaufzeit (d) | Exzentrizität | Inklination zu Orcus’ Äquator | Datum Entdeckung | Datum Veröffentlichung |
| --------------- | ----------------------- | ----------------------- | ----------------------- | -------------------- | -------------- | ------------- | ----------------------------- | ---------------- | ---------------------- |
| (90482) Orcus   | 917,0                   | 100,00                  | 5,3 · 1020              | –                    | –              | –             | –                             | 17. Feb. 2004    | 19. Feb. 2004          |
| Vanth (Orcus I) | 442,5                   | 48,26                   | 8,7 · 1019              | 9000                 | 9,53916        | 0,0009        | 90,2°                         | 13. Nov. 2005    | 22. Feb. 2007          |